# Нижние Прыски
Нижние Прыски — село в Козельском районе Калужской области. Административный центр сельского поселения «Село Нижние Прыски».

## География
Деревня находится в юго-восточной части региона, в зоне хвойно-широколиственных лесов, в пределах северо-западной оконечности Среднерусской возвышенности, на левом берегу реки Жиздра, примерно в 7 км к северо-востоку от города Козельск.
Возле деревни территории национального парка «Угра» находится озеро Гороженое.

### Климат
Климат характеризуется как умеренно континентальный, с тёплым летом и умеренно холодной снежной зимой. Среднегодовая многолетняя температура воздуха составляет 4 — 4,6 °С. Средняя температура воздуха самого тёплого месяца (июля) — 18 °C (абсолютный максимум — 38 °C); самого холодного (января) — −10 — −8,9 °C (абсолютный минимум — −46 °C). Безморозный период длится в среднем 149 дней. Среднегодовое количество атмосферных осадков составляет 650—730 мм, из которых 460 мм выпадает в тёплый период. Снежный покров держится в течение 130—145 дней.

## История
Впервые упоминается в договоре Москвы с Литвой, заключенном в 1494 году. После смерти Ивана III вместе с другими козельскими землями Прыски вошли в удел Семёна Ивановича Калужского.
В XVI веке земли, где находится село, были пожалованы козельским дворянам Щербачёвым, исполнявшим должность засечных воевод. В XVII веке Порыски были поделены между шестью владельцами этой фамилии, двое из них стали родоначальниками прысковских владельческих династий. Село к этому времени было разделено на село Нижние Прыски и сельцо Верхние (Вышние) Прыски. В XVII веке Нижние Прыски перешли к Нестеровым. Во второй трети XVIII века одна из представительниц этого рода вышла замуж за помещика Н. В. Ртищева. В 1770 году совладельцами села были Н. С. Нестеров и В. Н. Ртищев. Гвардии капитан Василий Николаевич Ртищев, внук Василия Михайловича Ртищева, умерший в 1775 году, стал последним последним мужским представителем этой ветви рода. Его сестра, Александра Николаевна Ртищева, вышла в 1776 году замуж за Гавриила Петровича Бахметева (1739—1794) и спустя год умерла во время преждевременных родов. Имение перешло к Бахметеву, который построил усадьбу на холме, а рядом выстроил в 1787 году большую каменную церковь во имя Преображения Господня, с приделами во имя Николая Чудотворца и Прасковьи Пятницы. Его единственная дочь, Анна (1777—1825), вышла в 1795 году замуж за Н. Е. Кашкина, в связи с чем усадьба перешла в род Кашкиных. С 1827 года усадьбой владел декабрист С. Н. Кашкин, в 1868—1914 годах — его сын Н. С. Кашкин.
Центром усадьбы был барский дом. Здание было трёхэтажным, в виде разогнутой подковы и обращено к церкви; переходы-колоннады связывали главное здание с двумя флигелями. Вокруг был разбит регулярный парк с системой аллей.
В 1859 году в селе было 53 двора и проживало 324 мужчины и 308 женщин. К 1903 году население села составляло 507 мужчин и 524 женщины.
В селе действовала земская мужская школа. В 1895 году была открыта церковно-приходская женская школа, которая помещалась на втором этаже церковного дома. Храм был закрыт в 1924 году. Колхоз стал использовать здание церкви под склад зерна. Каменную усадьбу Кашкиных разобрали в 1930-х годах. В декабре 1943 года по просьбе верующих храм был снова открыт; 14 декабря 1943 года в Преображенскую церковь села был назначен вернувшийся из заключения священник Сергий Георгиевич Шумилин. Его влиятельным помощником был полковник Н. П. Никитин, племянник оптинского старца Анатолия, профессор и архитектор. Под его руководством прихожанами были восстановлены иконостасы, клиросы и амвоны.
В 2001—2003 годах, в результате раскопок калужских археологов, на берегу речки Нойки (в прошлом Хотенки) на восток от церкви Преображения Господня было обнаружено древнее поселение с предметами быта X—XIV веков. В числе найденных предметов примечателен крест-«корсунец» XII века.

## Население
| 2002 | 2010 |
| ---- | ---- |
| 411  | ↗513 |

## Известные уроженцы, жители
- Кашкин, Николай Сергеевич (1829—1914) — в 1866—1869 годах был предводителем дворянства Козельского уезда; жил некоторое время в своём родовом имении.

## Инфраструктура
Личное подсобное хозяйство.
Отделение почтовой связи № 249708. Школа.

## Транспорт
Село доступно автотранспортом по автодороге 29Н-227. В селе две остановки общественного транспорта. 